# Kentland (Indiana)
Kentland település az Amerikai Egyesült Államok Indiana államában, Newton megyében, melynek megyeszékhelye is. Lakosainak száma 1641 fő (2020. április 1.).

## Népesség
A település népességének változása:

| 2010 | 1 748 |
| 2020 | 1 641 |